# اینگرید وایگنز
اینگرید وایگنز (انگلیسی: Ingrid Wigernæs؛ زادهٔ ۲۲ فوریهٔ ۱۹۲۸) ورزشکار اسکی صحرانوردی اهل نروژ است.
وی در مسابقات کشوری و بین‌المللی در مجموع برندهٔ ۱ مدال نقره شده‌است.